# Ròcacorba
Ròcacorba (en francès Roquecourbe) és un municipi francès situat al departament del Tarn i a la regió d'Occitània.

## Demografia
| 1962                                       | 1968  | 1975  | 1982  | 1990  | 1999  | 2006  |
| ------------------------------------------ | ----- | ----- | ----- | ----- | ----- | ----- |
| 1.788                                      | 2.012 | 2.271 | 2.213 | 2.266 | 2.209 | 2.274 |
| Des de 1962: població sense dobles comptes |       |       |       |       |       |       |

## Administració
| Període   | Identitat      | Partit |
| --------- | -------------- | ------ |
| 1989-1995 | Pierre Servat  |        |
| 1995-2008 | Monique Cros   |        |
| 2008-     | Pierre Modéran |        |

## Personatges il·lustres
- Raoul Salan, polític i militar francès